# Nhà thờ Hòn Gai

Nhà thờ Hòn Gai tọa lạc trên Núi Đạo, phố Nhà thờ, phường Hồng Gai, tỉnh Quảng Ninh. Nhà thờ đầu tiên được xây dựng năm 1933, nhìn sang núi Bài Thơ nhưng đã bị trúng bom của máy bay Mỹ, hủy hoại vào năm 1967. Mãi đến năm 1998, giáo xứ Hòn Gai mới có điều kiện xây ngôi nhà thờ mới.
Nhà thờ xây theo kiến trúc Roman, dài 42m, rộng 11m, tháp chuông cao 33m.

## Hình ảnh

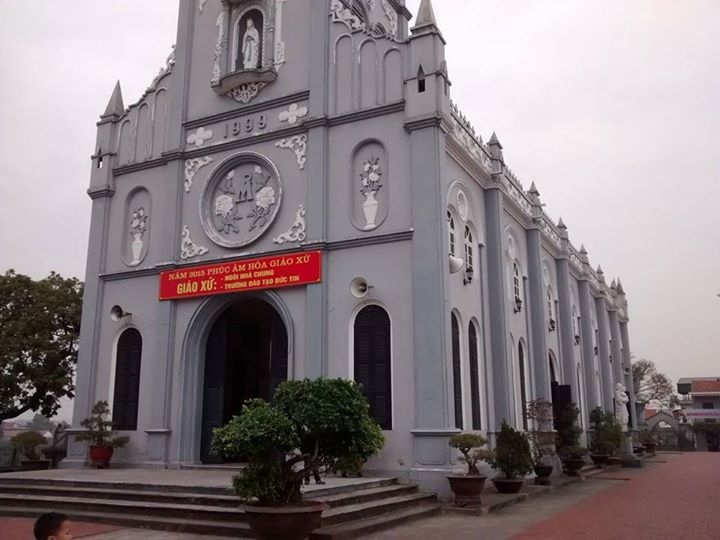
Mặt tiền và hông nhà thờ Hòn Gai
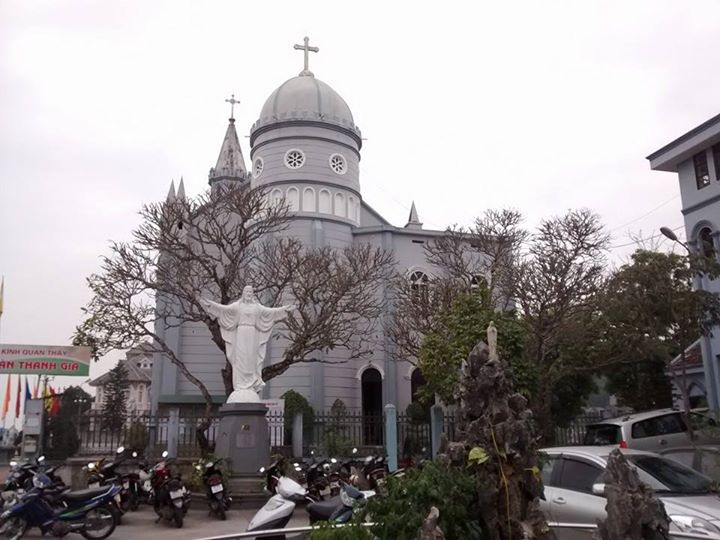
Sau lưng nhà thờ Hòn Gai
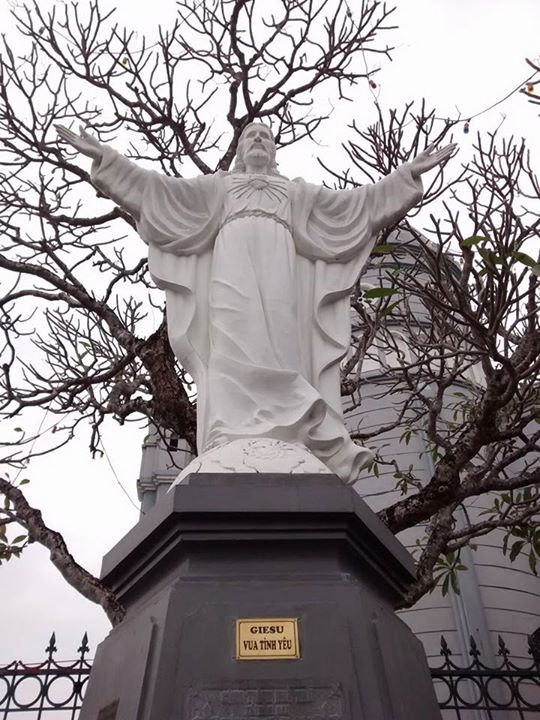
Tượng Giêsu
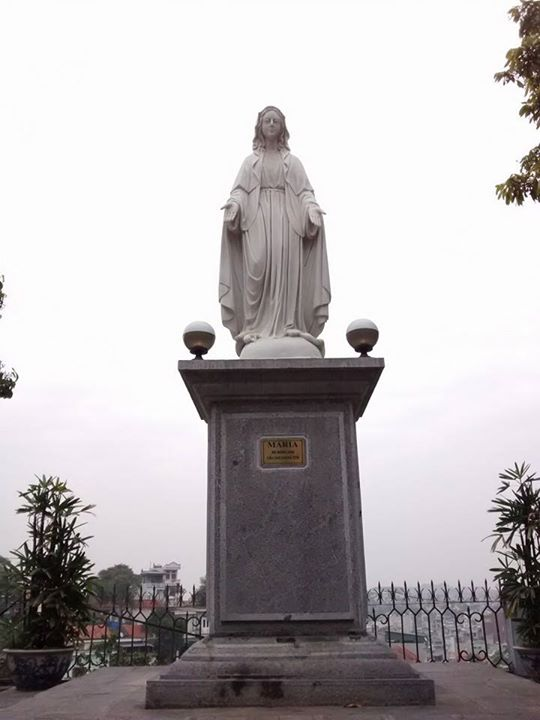
Tượng Đức Mẹ Maria